# Gould-Maus
Die Gould-Maus (Pseudomys gouldii, Syn.: Pseudomys fieldi), auch als Goulds Australische Kleinmaus oder Shark-Bay-Maus bezeichnet, ist ein Nagetier aus der Gattung der Australischen Mäuse. Benannt wurde die Art von George Robert Waterhouse zu Ehren von  Elizabeth Gould. Die Gould-Maus wurde ab den 1850er Jahren für ausgestorben gehalten, konnte aber 2020 anhand von molekulargenetischen Untersuchungen in der Shark Bay wiederentdeckt werden.

## Merkmale
Mit einer Kopf-Rumpf-Länge von 100 bis 120 mm ist die Gould-Maus etwas kleiner als die Hausratte (Rattus rattus). Die Schwanzlänge beträgt 90 bis 100 mm, die Hinterfußlänge 16 bis 18 mm und das Gewicht ungefähr 50 Gramm. Die Weibchen haben vier Bauchzitzen. Die Ohren sind ziemlich groß und etwas gespitzt. Die Füße sind dünn und ziemlich lang. Das Fell war lang und weich. An der Oberseite ist es hell ockergelb mit zahlreichen verstreuten langen schwarzen Haaren am Rücken. Die Füße, das Kinn, die Kehle und die gesamte Unterseite sind weiß. Die Ohren sind braun mit winzigen verstreuten gelben Haaren. Die langen Tasthaare sind bräunlich. Die oberen Schneidezähne sind tief orange, die unteren gelblich. Die Krallen sind weiß.

## Lebensweise
Die Gould-Maus lebt in kleinen Familiengruppen. Tagsüber sucht sie in ungefähr 15 Zentimeter tiefen Erdgruben, die unter Büschen errichtet wurden, Unterschlupf. Das Nest wird mit weichem Heu ausgekleidet.

## Status
Subfossiles Material, das in weit voneinander entfernten Regionen Australiens gefunden wurde, deutet darauf hin, dass sich das Verbreitungsgebiet der Gould-Maus vor der Kolonialisierung über weite Bereiche West-, Südwest- und Südaustraliens erstreckte. Ab den 1830er-Jahren verschwand sie jedoch nach und nach aus ihren Lebensräumen. Die genauen Ursachen ihres Verschwindens sind unklar, verwilderte Katzen und die Zerstörung der Böden durch weidendes Vieh könnten jedoch eine Rolle für das Verschwinden der Art gespielt haben. Exemplare der Gould-Maus wurden von der Blandowski-Expedition in den Jahren 1856 und 1857 im Gebiet des Zusammenflusses von Darling River und Murray River in New South Wales gesammelt. Im Rahmen phylogenetischer Studien konnte die australische Biologie-Doktorandin Emily Jane Roycroft in ihrer Doktorarbeit darlegen, dass eine Inselpopulation der Shark-Bay-Maus (Pseudomys fieldi) die bislang für ausgestorbene gehaltene Gould-Maus repräsentiert.